# Rhetenor texanus
Rhetenor texanus là một loài nhện trong họ Salticidae.
Loài này thuộc chi Rhetenor. Rhetenor texanus được Willis J. Gertsch miêu tả năm 1936.

## Hình ảnh

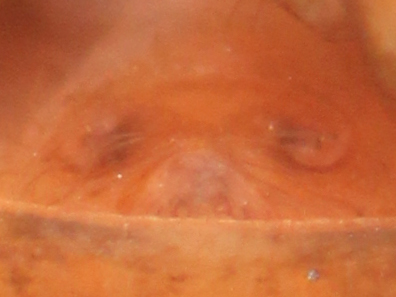
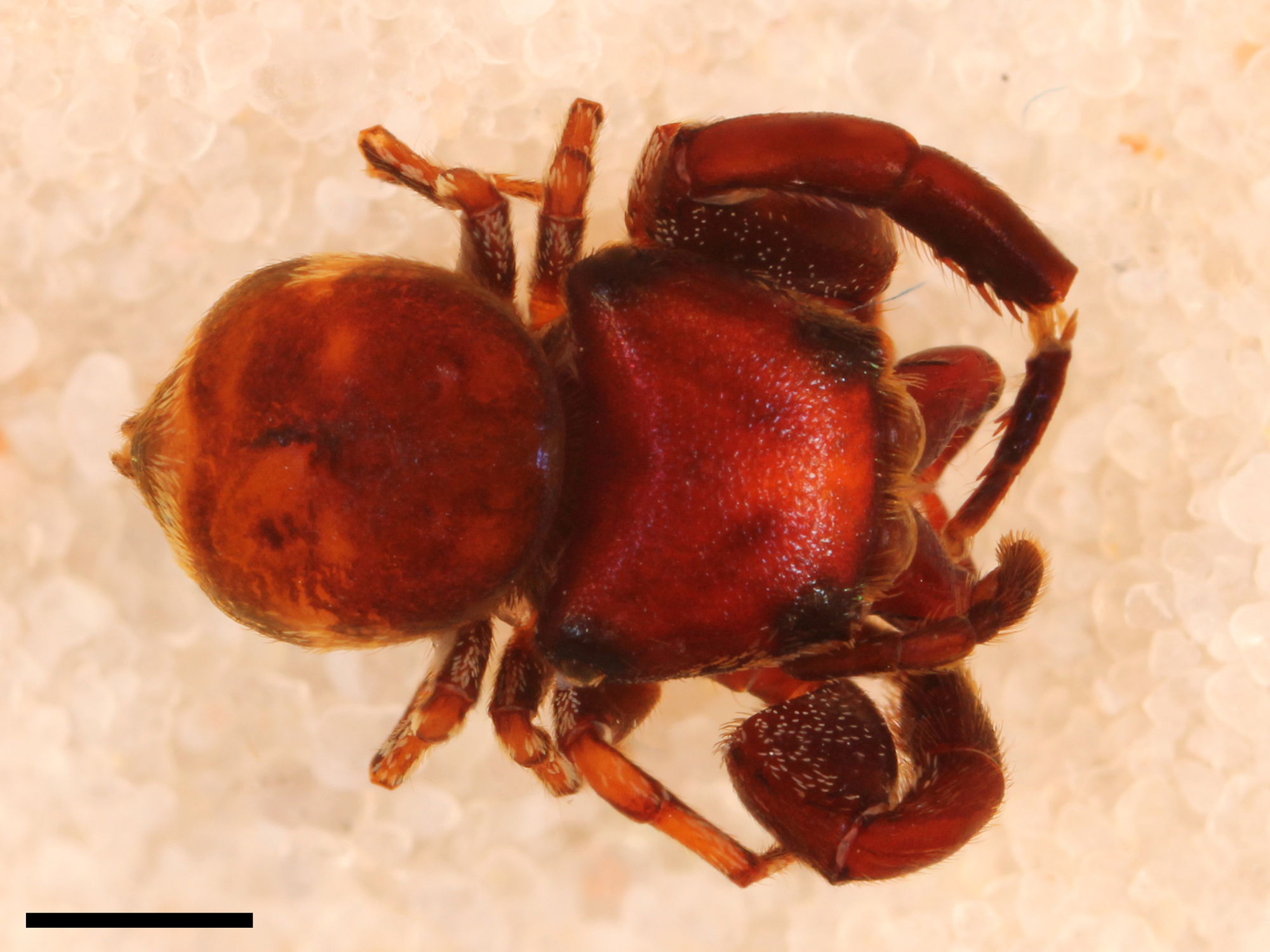
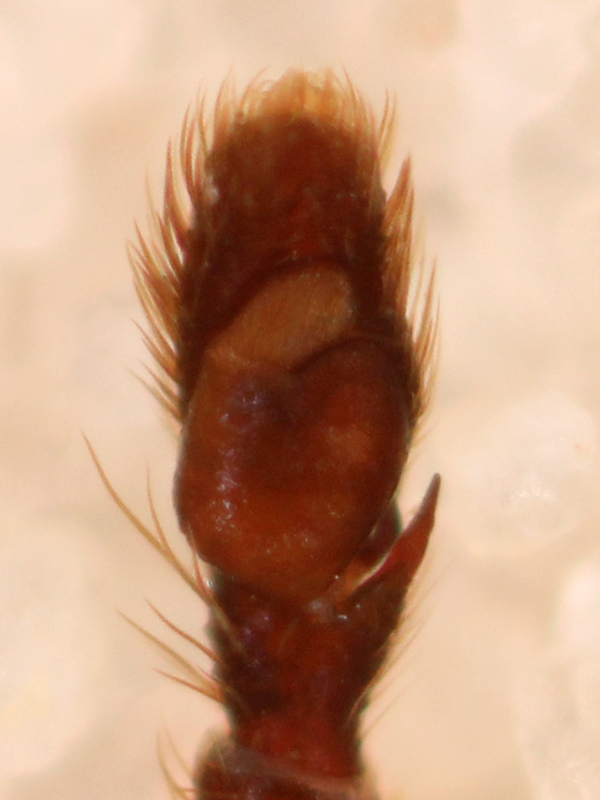
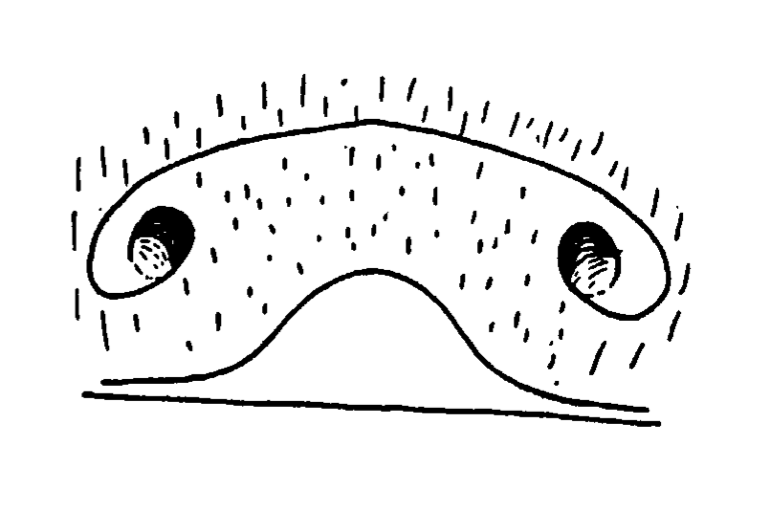